# Шилово (Дедовичский район)
Шилово — деревня в Дедовичском районе Псковской области России. Входит в состав Шелонской волости.
Расположена на северо-востоке района, в 12 км к северо-востоку от районного центра, посёлка Дедовичи, и в 3 км от деревни Крутец.

## Население
| 2001 | 2002 | 2010 |
| ---- | ---- | ---- |
| 88   | ↘81  | ↘57  |

Численность населения деревни по оценке на начало 2001 года составляла 88 человек.

## История
До июня 2010 года деревня входила в состав Крутецкой волости Дедовичского района, упразднённой в пользу Дубишенской волости. С 2010 до 2015 гг. деревня была в составе Дубишенской волости, упразднённой в пользу Шелонской волости.